# ويليام ويلبرفورس
ويليام ويلبرفورس (بالإنجليزية: William Wilberforce)‏ (ولد 1759(29 يوليو تموز 1759)، توفي 1833 (24 أغسطس آب 1833) كان سياسي ومتبرع ومحسن إنجليزي بريطاني وأحد قادة (قيادي في) حركة إلغاء الرق. وكمواطن محلي في كنغستون على هول في يوركشاير بدأ حياته السياسية في 1780 وأصبح في نهاية المطاف عضوا مستقلا في البرلمان ليوركشر (1784-1812). في عام 1785 مر بتجربة تحول ديني إلى المسيحية الإنجيلية مما أدى إلى تغييرات كبيرة في أسلوب حياته ومصدر قلق دائم على مدى الحياة من أجل الإصلاح أي غير حياته واهتمامه بالإصلاح. اتصل في عام 1787 مع توماس كلاركسون وعدد من النشطاء في مجال معاداة الرق والمناهضين للتجارة فيه بما فيهم جرانفيل شارب، هانا مور وتشارلز ميدلتونوالذين أقتعوه بالعمل لإلغائه. وسرعان ما أصبح واحدا من دعاة وقادة إلغاء تجارة الرق اللإنجليزية. قاد ويليام وترأس الحملة لإلغاء تجارة الرق البريطانية في البرلمان لعشرين عاما حتى إقرار قانون تجارة الرق في 1807.
ويلبرفورس مقتنع بأهمية الدين والأخلاق والتعليم.كانت أسباب دفاعاته وحملاته مثل عمله في جمعية لقمع المنكر والعمل التبشيري في الهند البريطانية وإنشاء مستعمرة حرة في سيراليونوعمله في مؤسسة لجمعية بعثة الكنيسة وجمعية لمنع القسوة على الحيوانات.

## النشأة والتعليم
وُلد ويلبرفورس في منزل ويلبرفورس، شارع كينغستون آبون هال في إيست رايدينج أوف يوركشير في إنجلترا في 24 أغسطس عام 1759، وهو الابن الوحيد للتاجر الثري روبرت ويلبرفورس (1728-1768) وزوجته إليزابيث بيرد (1730-1798). صنع جده وليام (1690-1774) ثروة العائلة من خلال التجارة البحرية مع دول البلطيق، وانتُخب مرتين كعمدة لكينغستون آبون هال.
كان طفلاً صغيراً ومريضاً وحساساً يعاني من ضعف البصر، حيث التحق في عام 1767 بمدرسة هال الثانوية التي كان مديرها الشاب النشط جوزيف ميلر، والذي أصبح لاحقاً صديقاً له مدى الحياة.
استفاد ويلبرفورس من الأجواء الداعمة في المدرسة حتى موت والده في عام 1768 الذي غير في ترتيباته المعيشية، حيث أُرسل مع والدته التي تكافح لتتأقلم مع ظرف الوفاة إلى عمه الميمون وخالته اللذان يملكان منازل في كل من سانت جيمس بليس، لندن وويمبلدون، لندن في ذلك الوقت الذي كانت تبعد فيه القرية سبعة أميال (11كم) جنوب غرب لندن.
التحق بمدرسة داخلية «لا مبالية» لمدة عامين في بوتني، وقضى عطلاته في ويمبلدون حيث كان مولعاً جداً بأقاربه، وأصبح مهتماً بالمسيحية الإنجيلية بسبب تأثره بأقاربه وخاصة عمته هاتا شقيقة التاجر المسيحي الثري جون ثورنتون، المحسن وداعم الكاهن الميثودي جورج وايتفيلد.
أزعجت محكمة إنكلترا بشدة أمه وجده على هذه التأثيرات غير التقليدية لويلبرفورس وميله نحو التبشير، فأعادوه إلى هال في عام 1771، وانفطر قلبه لانفصاله عن خالته وعمه، كما عارضت عائلته العودة إلى مدرسة هال الثانوية لأن مديرها أصبح ميثودي، حيث أكمل تعليمه في مدرسة بوكلينغتون الثانوية القريبة من عام 1771 وحتى عام 1776.
قاوم في البداية الحياة الاجتماعية في هال بسبب تأثير وساوس الميثودية، كما أنه اعتنق المسرح بالتزامن مع تقلص حماسه الديني وحضر الحفلات ولعب الورق.
ذهب في سن السابعة عشر في أكتوبر عام 1776 إلى كلية سانت جون، كامبريدج، حيث جعله وفاة كل من جده وعمه في عام 1777 ثرياً بشكل مستقل ونتيجةً لذلك لم يكن لديه ميل كبير لإجهاد نفسه بالدراسة الجدية، وغمر نفسه بشكل كلّي في الحياة الاجتماعية الطلابية واتبع أسلوب الحياة الأكثر راحة المتضمن التمتع بورق اللعب والمقامرة وجلسات الشرب في وقت متأخر على الرغم من بغضه لتجاوزات البعض من زملائه.
كان ويلبرفورس ذكياً وسخياً ومحادث ممتاز وذو شخصية شعبية، صنع العديد من الأصدقاء بما في ذلك رئيس الوزراء المستقبلي وليم بيتر الأكثر اجتهاداً، وقد نجح بالرغم من نمط حياته وعدم اهتمامه بالدراسة في اجتياز امتحاناته وحصل على درجة البكالوريوس في عام 1781 والماجستير في عام 1788.

## المسيرة المهنية البرلمانية المبكرة
فكًر ويلبرفورس في مهنة السياسة أثناء وجوده في الجامعة وقد حضر مع صديقه بيترر خلال شتاء 1779-1780 مناقشات معرض مجلس العموم بشكل متكرر، حيث شجعه بيتر الذي بدأ حياته السياسية بالفعل على الانضمام إليه للحصول على مقعد برلماني.
انتُخب ويلبرفورس في سبتمبر عام 1780 وهو لا يزال طالباً في سن الحادية والعشرين كعضو في البرلمان ليمثل كينغستون آبون هال، منفقاً -كما جرت العادة في ذلك الوقت- أكثر من 8000 جنيه إسترليني لضمان حصوله على الأصوات اللازمة، وقد جلس في منصبه وهو مستقلاً وحراً من الضغوط المالية معلناً أنه «ليس رجلاً حزبياً»، واتهم في بعض الأحيان بتناقضه لدعمه كلاً من حكومات حزب الأحرار البريطاني وحزب السياسيين البريطاني وفقاً لضميره وللعمل بشكل وثيق مع الحزب الحاكم وللتصويت على إجراءات معينة وفقاً لمعاييرهم.
حضر ويلبرفورس البرلمان بانتظام وحافظ أيضاً على حياة اجتماعية نشطة وكان زبوناً معتاداً لأندية القمار الخاصة بالرجال مثل غوستري وبودلي في بول مول، لندن.
وصفه الكاتب والاجتماعي دو ستيل «الرجل الأكثر ذكاءً في إنجلترا»، وقال جورج الرابع ملك المملكة المتحدة وفقاً لجورجيانا كافنديش دوقة ديفونشاير أنه سيذهب إلى أي مكان لسماع ويلبرفورس يغني.
استخدم نبرة صوته أثناء حديثه للتأثير بشكل كبير في الخطابات السياسية؛ شاهد المحرر وكاتب اليوميات جيمس بوسويل بلاغة ويلبرفورس في مجلس العموم وذكر «رأيت ما بدا أنه مجرد جمبري يتصاعد على الطاولة، ولكني استمعت وقد نما ونما حتى أصبح الجمبري حوتاً».
دعم ويلبرفورس صديقه بيتر في المناقشات البرلمانية خلال التغييرات الحكومية المتكررة من عام1781 وحتى عام 1784.
سافر بيتر وويلبرفورس وإدوارد جيمس إليوت -الذي أصبح لاحقاً صهر بيتر- في خريف عام 1783 إلى فرنسا لقضاء عطلة مدتها ستة أسابيع معاً، وقد زاروا باريس بعد بداية صعبة في رانس حيث أثار وجودهم شكوك الشرطة بأنهم جواسيس إنجليز، واجتمعوا مع بنجامين فرانكلين وماركيس دي لافاييت وماري أنطوانيت ولويس السادس عشر ملك فرنسا وانضموا إلى المحكمة الفرنسية في قصر فونتينبلو.
أصبح بيتر رئيساً للوزراء في ديسمبر عام 1783 وأيد ويلبرفورس حكومته الأقلية، ولم يوجد على الرغم من صداقتهما الوثيقة سجل يظهر أن بيتر عرض على ويلبرفورس منصباً وزارياً في هذه الحكومات أو في الحكومات المستقبلية، وقد يكون هذا بسبب رغبة ويلبرفورس في البقاء عضواً مستقلاً في البرلمان، كما أن تأخر ويلبرفورس المتكرر وفوضويته فضلاً عن مشاكل عينه المزمنة التي جعلت القراءة عليه مستحيلة في بعض الأحيان قد أقنعت بيتر أن صديقه الموثوق لم يكن مناسباً للعمل الوزاري.
لم يسعَ ويلبرفورس للوصول إلى منصب كما لم يُعرض عليه هذا الأمر من قبل، وقد قرر الترشح لمقاطعة يوركشاير في الانتخابات العامة 1784 عندما حلّ البرلمان في ربيع عام 1784، وتم تعيينه في 6 أبريل نائباً عن يوركشاير في سن الرابعة والعشرين.

## التحول

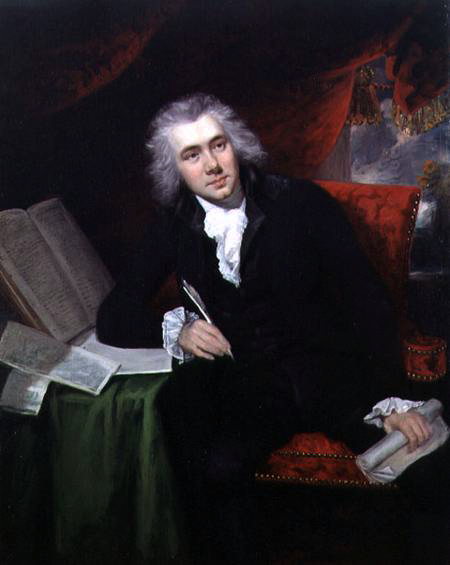
ويليام ويلبرفورس

شرع ويلبرفورس في أكتوبر عام 1784 جولة في أوروبا غيرت اتجاه حياته في نهاية المطاف وحددت مستقبله المهني، حيث سافر مع والدته وشقيقته برفقة إسحاق ميلنر -الشقيق الأصغر اللامع لمدير المدرسة السابق- الذي كان زميلاً في كلية كوينز، كامبردج في العام الذي سافر فيه لأول مرة، حيث زاروا ريفيرا الفرنسية واستمتعوا بالتسلية المعتادة للعشاء وأوراق اللعب والمقامرة.
عاد ويلبرفورس مؤقتاً إلى لندن في فبراير عام 1785 لدعم مقترحات إصلاحات بيتر للبرلمان، وانضم مرة أخرى إلى الحفلة في جنوة، إيطاليا وصولاً إلى سويسرا، ورافقه ميلنر إلى إنجلترا حيث قرؤوا في الرحلة كتاب «صعود وتطور الدين في الروح» لفيليب دودريدج، أحد مهووسي اللغة الإنكليزية في أوائل القرن الثامن عشر.

## إلغاء تجارة العبيد

### القرار الأولي
انضم البريطانيون في البداية إلى تجارة العبيد خلال القرن السادس عشر، حيث مثل الطريق الثلاثي في عام 1783 حوالي 80% من الدخل الأعظمي الخارجي لبريطانيا، والذي نقل البضائع بريطانية الصنع إلى أفريقيا لشراء العبيد ونقلهم إلى جزر الهند الغربية ثم جلب منتجات من صنع العبيد مثل السكر والتبغ والقطن إلى بريطانيا. سيطرت السفن البريطانية على التجارة وزودت المستعمرات الفرنسية والإسبانية والهولندية والبرتغالية والبريطانية، كما حملت في سنوات الذروة أربعين ألف عبداً من الرجال والنساء والأطفال عبر المحيط الأطلسي في ظل ظروف مخيفة تعرضوا لها في منتصف رحلتهم.
توفي حوالي 1.4 مليون إفريقي من أصل 11 مليون تم نقلهم كعبيد خلال هذه الرحلات.
يُعتقد عمومًا أن الحملة البريطانية لإلغاء تجارة العبيد قد بدأت في ثمانينيات القرن الثامن عشر مع إنشاء لجان الكويكرز المناهضة للعبودية، والتي قدمت للبرلمان أول عريضة لتجارة العبيد في عام 1783. في نفس العام، التقى ويلبرفورس أثناء تناول الطعام مع صديقه القديم في كامبريدج جيرارد إدواردز، القس جيمس رامسي، جراح السفينة الذي أصبح رجل دين في جزيرة سانت كريستوفر (لاحقًا سانت كيتس) في جزر ليوارد، ومشرف طبي على المزارع هناك. ما سبب الرعب لرامسي أنه شهد الظروف التي عانى منها العبيد، سواء في البحر أو في المزارع. وبالعودة إلى إنجلترا بعد خمسة عشر عامًا، قبل العيش في تستون، كينت في عام 1781، وهناك التقى السير تشارلز ميدلتون، والسيدة ميدلتون، وتوماس كلاركسون، وهانا مور وغيرهم، وهي مجموعة عُرفت فيما بعد باسم التستونيين. ولأنهم مهتمون بالترويج للمسيحية وتحسين الأخلاق في بريطانيا وخارجها، فقد أصيبوا بالهلع من تقارير رامسي عن أنماط الحياة الفاسدة لمالكي العبيد، والمعاملة القاسية التي يتعرض لها المستعبدون، ونقص التعليمات المسيحية المقدمة للعبيد. بتشجيعهم ومساعدتهم، أمضى رامسي ثلاث سنوات في كتابة مقال عن معاملة ونقل العبيد الأفارقة في مستعمرات السكر البريطانية، والذي انتقد بشدة العبودية في جزر الهند الغربية. كان للكتاب، الذي نُشر في عام 1784، تأثير مهم في زيادة الوعي والاهتمام العام، وقد أثار حفيظة مزارعي غرب الهند الذين هاجموا في السنوات القادمة رامسي وأفكاره في سلسلة من المساحات المؤيدة للعبودية.
يبدو أن ويلبرفورس لم يتابع لقائه مع رامسي. ومع ذلك، بعد ثلاث سنوات، وبإلهام من إيمانه الجديد، كان ويلبرفورس مهتمًا بشكل متزايد بالإصلاح الإنساني. في نوفمبر 1786 تلقى رسالة من السير تشارلز ميدلتون أعادت له اهتمامه بتجارة العبيد. بناءً على طلب السيدة ميدلتون، اقترح السير تشارلز أن يطرح ويلبرفورس إلغاء تجارة العبيد في البرلمان. أجاب ويلبرفورس بأنه «شعر بالأهمية الكبيرة للموضوع، واعتقد أنه غير كفؤ مع المهمة الموكلة إليه، لكنه لم يرفضها بشكل إيجابي». بدأ في القراءة على نطاق واسع حول هذا الموضوع، والتقى بالتستونيين في منزل ميدلتون في محكمة بارهام في تستون في أوائل شتاء 1786-1787. في أوائل عام 1787 دعا توماس كلاركسون، وهو زميل خريج سانت جون بكامبريدج، والذي أصبح مقتنعًا بضرورة إنهاء تجارة العبيد بعد كتابة مقال حائز على جائزة حول هذا الموضوع أثناء وجوده في كامبريدج، ويلبرفورس إلى ميدان القصر القديم مع نسخة منشورة من العمل. كانت هذه المرة الأولى التي يلتقي فيها الرجلان، واستمر تعاونهما ما يقرب من خمسين عامًا. وبدأ كلاركسون في زيارة ويلبرفورس أسبوعيًا، وجلب أدلة مباشرة كان قد حصل عليها بشأن تجارة العبيد. أقر الكويكرز، الذين يعملون بالفعل من أجل الإلغائية، الحاجة إلى التأثير داخل البرلمان، وحثوا كلاركسون على تأمين التزام من ويلبرفورس لطرح قضية الإلغائية في مجلس العموم.
نظم بينيت لانعتون، مالك الأراضي في لينكولنشاير والذي على معرفة مشتركة مع ويلبرفورس وكلاركسون، حفل عشاء ليطلب من ويلبرفورس رسميًا قيادة الحملة البرلمانية. أقيم العشاء في 13 مارس 1787؛ وكان من بين الضيوف الآخرين تشارلز ميدلتون، والسير جوشوا رينولدس، والنائب ويليام ويندهام، وجيمس بوسويل، والنائب إسحاق هوكينز براون. بحلول نهاية المساء، وافق ويلبرفورس بعبارات عامة على أنه سيقدم أمر إلغاء تجارة العبيد في البرلمان، «شريطة عدم العثور على شخص أكثر ملاءمة».
في الربيع نفسه، في 12 مايو 1787، أجرى ويلبرفورس المتردد محادثة مع ويليام بيت ورئيس الوزراء المستقبلي ويليام غرنفيل أثناء جلوسهما تحت شجرة بلوط كبيرة في عزبة بيت في كينت. تحت ما أصبح يُعرف باسم «بلوط ويلبرفورس» في هولوود هاوس، تحدى بيت صديقه: «ويلبرفورس، لماذا لا تقدم مذكرةً بشأن موضوع تجارة العبيد؟ لقد بذلت جهدًا كبيرًا لجمع الأدلة، وبالتالي يحق لك الحصول على الائتمان الذي يضمن لك ذلك. لا تضيع الوقت، فالأساس يمكن أن يشغله شخص آخر». لم يُسجل رد ويلبرفورس، لكنه أعلن لاحقًا في سن الشيخوخة «أتذكر بوضوح الربوة التي كنت جالسًا عليها بالقرب من بيت وغرنفيل» حيث اتخذ قراره.
كانت مشاركة ويلبرفورس في حركة الإلغائية مدفوعة بالرغبة في وضع مبادئه المسيحية موضع التنفيذ ولخدمة الرب في الحياة العامة. لقد أصيب هو وغيره من الإنجيليين بالرعب مما اعتبروه تجارة فاسدة وغير مسيحية، ومن جشع المالكين والتجار وطمعهم. استشعر ويلبرفورس نداءً من الله، إذ كتب في إحدى المجلات في عام 1787 أن «الله سبحانه وتعالى قد وضع أمامي شيئين عظيمين، قمع تجارة العبيد وإصلاح الأخلاق (القيم الأخلاقية)». ساعدت المشاركة الواضحة للإنجيليين في الحركة المناهضة للعبودية التي حظيت بشعبية كبيرة على تحسين وضع المجموعة المرتبطة بالحملات الأقل شعبية ضد الرذيلة والفسوق الأخلاقي.

## العمل البرلماني المبكر
في 22 مايو 1787 انعقد الاجتماع الأول لجمعية إلغاء تجارة العبيد، الذي جمع بين الكويكرز والإنجليكان البريطانيين المتشابهين في التفكير معًا في نفس المنظمة لأول مرة. واختارت اللجنة شن حملة ضد تجارة العبيد بدلًا من العبودية نفسها، مع اعتقاد العديد من الأعضاء أن العبودية ستختفي في نهاية المطاف كنتيجة طبيعية لإلغاء هذه التجارة. لم ينضم ويلبرفورس، على الرغم من مشاركته بشكل غير رسمي، إلى اللجنة رسميًا حتى عام 1791. 
نجحت الجمعية نجاحًا باهرًا في زيادة الوعي العام والدعم، وظهرت الفروع المحلية في جميع أنحاء بريطانيا العظمى. سافر كلاركسون إلى البلاد ليبحث ويجمع الشهادات والإحصاءات مباشرة، بينما روجت اللجنة للحملة، باستخدام تقنيات رائدة مثل ممارسة الضغط، وكتابة الكتيبات، وعقد الاجتماعات العامة، واكتساب اهتمام الصحافة، وتنظيم المقاطعات وحتى استخدام شعار الحملة: صورة عبد راكع فوق شعار «ألست رجلًا وأخًا؟»، من تصميم صانع الفخار الشهير يوشيا ويدجوود. سعت اللجنة أيضًا إلى التأثير على دول تجارة العبيد مثل فرنسا، وإسبانيا، والبرتغال، والدنمارك، وهولندا، والولايات المتحدة، والتواصل مع النشطاء المناهضين للعبودية في البلدان الأخرى وتنظيم ترجمة الكتب والنشرات باللغة الإنجليزية. تضمنت هذه الكتب العبيدين السابقين أوتوبا كوغانو وأولوداه اكيوانو، اللذين نشرا أعمالًا مؤثرة عن العبودية وتجارة العبيد في 1787 و1789 على التوالي. هم وغيرهم من السود الأحرار، المعروفين بشكل جماعي باسم «أبناء أفريقيا»، تحدثوا في مناقشات الجمعيات وكتبوا رسائل ملهمة إلى الصحف، والمنشورات الدورية، والشخصيات البارزة، فضلًا عن خطابات الدعم العامة لحلفاء الحملة. ووردت مئات الالتماسات البرلمانية المعارضة لتجارة العبيد في عام 1788 والسنوات التالية، مع مئات الآلاف من الموقعين في المجموع. وأثبتت الحملة أنها أول حملة شعبية لحقوق الإنسان في العالم، تطوع فيها الرجال والنساء من مختلف الطبقات والخلفيات الاجتماعية لمحاولة إنهاء المظالم التي يعاني منها الآخرون.
خطط ويلبرفورس لتقديم اقتراح لمشروع قانون لإلغاء تجارة العبيد خلال الدورة البرلمانية لعام 1789. ومع ذلك، في يناير 1788 أُصيب بحالة مرضية محتملة مرتبطة بالإجهاد، يُعتقد حاليًا أنها التهاب القولون التقرحي. مرت عدة أشهر قبل أن يتمكن من استئناف عمله، وأمضى فترة النقاهة في باث وكامبريدج. وقد عجلت نوباته العادية من الأمراض المعوية استخدام كميات معتدلة من الأفيون، الذي أثبت فعاليته في التخفيف من حالته، واستمر في استخدامه لبقية حياته.

## روابط خارجية
- ويليام ويلبرفورس على موقع الموسوعة البريطانية (الإنجليزية)
- ويليام ويلبرفورس على موقع إن إن دي بي (الإنجليزية)